# 1846 en droit
Cet article présente les faits marquants de l'année 1846 en droit.

## Événements

### Mai
- 13 mai : le Congrès américain vote une déclaration de guerre contre le Mexique[1], à la suite de l'affaire Thornton.
- 23 mai : en réponse à la déclaration de guerre américaine, le Mexique déclare à son tour la guerre aux États-Unis.